# Вулиця Ігоря Бедзая
Ву́лиця І́горя Бедза́я — вулиця у Заводському, Центральному та Інгульському районах міста Миколаїв загальною протяжністю близько 5 кілометрів. Обмежується вулицею Рюміна на заході і Богоявленським проспектом на сході.

## Розташування
Вулиця бере свій початок на заході, від вулиці Рюміна і йде на захід, через площу Суднобудівників. Після неї продовжується до Богоявленського проспекту, де виходить до площі Леонтовича і Миколаївського зоопарку, де й закінчується.

## Історія і розташування
У 1822 році поліцмейстером міста П. І. Федоровим вулицю було запропоновано назвати Ковальською, оскільки вона йшла «від Привозної площі повз будинки, де були ковальні, через площу Шарлаїмова до рогаток». Проте назва не була затверджена військовим губернатором міста О. С. Грейгом. У 1835 році поліцмейстер Г. Г. Автомонов запропонував назвати вулицю Рибною, оскільки вона проходила повз Рибну площу – частину Привозної.
Після загибелі радянського льотчика В. П. Чкалова у грудні 1938 року, вулицю перейменували на Чкалова.
26 липня 2024 року вулицю Чкалова перейменовано і розпорядженням голови Миколаївської обласної державної адміністрації Віталія Кіма відповідно до Закону України «Про засудження та заборону пропаганди російської імперської політики в Україні і деколонізацію топонімії» надано ім'я Ігоря Бедзая — українського військовика, полковника ВМС Збройних сил України, Героя України, що загинув під час російсько-української війни.

## Будинки, пам'ятки
- За адресою вулиця Ігоря Бедзая, 27 розташовується колишня фабрика «Золотий якір», що діяла у 1910-х роках і займалася паперово-картонажним виробництвом[4].
- Вулиця Ігоря Бедзая проходить повз дитяче містечко «Казка» в проміжку двох кварталів між вулицею Захисників Миколаєва і площею Суднобудівників.
- В кварталі між вулицями Захисників Миколаєва і Героїв Рятувальників розташовуються будівлі ансамблю квартальної забудови 1952—1955 років, що мають статус щойно виявлених об'єктів культурної спадщини[5].
- В будівлі за адресою вулиця Захисників Миколаєва, 38/1, що на розі з вулицею Ігоря Бедзая, у 1966—2007 роках мешкав почесний громадянин міста, голова Миколаївської міської ради у 1974—1982 роках, кандидат історичних наук, доцент і почесний професор Південної академії Іван Максимович Канаєв. На будівлі встановлено меморіальну дошку.
- Від місця перетину вулиці Ігоря Бедзая з площею Суднобудівників і до вулиці Соборної розташовується Обласний палац культури.
- За адресою вулиця Ігоря Бедзая, 40 розташовується будівля, де у 1917 році містився міський комітет РСДРП. Відповідно до Закону «Про декомунізацію» меморіальна дошка з будівлі була знята, проте будівля все ще залишається пам'яткою історії місцевого значення[5].
- В районі перетину з Богоявленським проспектом розташовується Миколаївський зоопарк.

## Галерея
|                                         |
| Дитяче містечко «Казка», казкова гавань |

|                                                                                   |
| Будівля по вулиці Ігоря Бедзая, 40, де у 1917 році містився міський комітет РСДРП |

|                                                   |
| Головна брама на вході до Миколаївського зоопарку |